# TEAR DROPS (アルバム)
『TEAR DROPS』（ティア・ドロップス）は岡村孝子通算13枚目のオリジナル・アルバム。2003年9月25日発売。発売元はBMGファンハウス。

## 解説
前作『Reborn』（2000年8月23日）から約3年ぶりとなるオリジナル・アルバム。本作より、BMGファンハウス（旧: ファンハウス、現: BMG JAPAN）からのリリースとなった。なお、その3年間のあいだには、リミックス・セレクション・アルバム『After Tone IV』（2001年9月23日）、"あみん" から数えて歌手デビュー20周年を記念したトータル・ベストアルバム『DO MY BEST』（2002年7月24日）がリリースされている。
その20周年ベストに新曲として収録され、28枚目のシングルとしても同時発売されたアニバーサリー・ソング「天晴な青空」が本作にも収録された。当楽曲は、あみんの加藤晴子がコーラスとしてゲスト参加している（経緯等は「天晴な青空#解説」参照）。
本アルバムは、水・涙・泉などに象徴されるような「流れるもの」をイメージして作成された（本人談）。
リリース時の話題としては、アルバム発売後間もなく離婚が公に発表されている。
アルバムに連動したコンサートツアー「OKAMURA TAKAKO CONCERT TOUR '03 "TEAR DROPS"」が同年暮れに行われた。コンサート・ツアーでは、上記の「天晴な青空」が1曲目を飾っていた（ただし加藤は参加していない）。DVD等でそのコンサートの模様は商品化されていないが、収録曲のうち「真実の泉」「おかえり」「天晴な青空」はミュージック・ビデオが制作されており、ソロ・デビュー20周年記念ベストアルバム『TOY BOX』（2005年11月23日）の初回限定盤DVDで見ることが出来る。「天晴な青空」のミュージック・ビデオは2002年7月24日発売のシングルにCD EXTRAでも収録された。
リード・シングルは発表されていないが、オープニング・ナンバー「真実の泉」は日本テレビ系情報番組『ザ・ワイド』、「天晴な青空」はTBS系情報番組『噂の!東京マガジン』それぞれのエンディング・テーマに起用された。

## 収録曲
作詞・作曲:岡村孝子
編曲:萩田光雄
1. 真実の泉（4:35）
  - 日本テレビ系『ザ・ワイド』エンディング・テーマソング。
2. ゴンドワナの風（5:26）
  - ゴンドワナとは超大陸の名称。詳細は「ゴンドワナ大陸」参照。
3. おかえり（5:31）
  - 非シングル、ノン・タイアップ曲ながら、ミュージック・ビデオが製作されている。
4. 天晴な青空（5:24）
  - 28thシングルで、コーラスに加藤晴子が参加した記念ソング[3]。
  - TBS系『噂の!東京マガジン』エンディング・テーマソング。
5. あの夏の海（5:11）
6. Heaven knows（4:51）
7. クリスマスの夜 〜2003 Version〜（5:09）
  - 4thアルバム『SOLEIL』（1988年7月1日）に初収録されたクリスマスソング[4]。
  - 本リメイクのイントロは、ラジオパーソナリティを務めたNack5の番組内で使用。
8. 肩車（5:09）
  - シングルマザーを想起させる曲ながら、コンサートで盛り上がるノリ良い作風となっている。
  - 本アルバム発売早々（離婚発表前）に聴いたファンを驚かせた。
9. 涙のしずく（4:52）
  - 「そろそろ歩き出す季節」と前向きさを持って締めくくるラストナンバー。

## 関連作品
- 真実の泉
  - After Tone V
  - TOY BOX
- おかえり
  - After Tone V
- 天晴な青空
  - DO MY BEST
  - TOY BOX
  - After Tone V
- クリスマスの夜[5]
  - After Tone II
  - HISTOIRE
  - 岡村孝子ベスト SUPER BEST 2000
- 肩車
  - After Tone V
- 涙のしずく
  - After Tone V